# Arai Yoshiaki
Yoshiaki Arai (sinh ngày 27 tháng 9 năm 1995) là một cầu thủ bóng đá người Nhật Bản.

## Sự nghiệp câu lạc bộ
Yoshiaki Arai đã từng chơi cho Shimizu S-Pulse.